# Гао, Джозеф
Джозеф Гао, Ань Куан Гао (англ. Joseph Cao, вьет. Anh Quang Cao; род. 13 марта 1967, Сайгон) — американский политик, первый в истории США конгрессмен вьетнамского происхождения.

## Биография
В 1975 года вместе с матерью и сёстрами выехал в США из Южного Вьетнама, в армии которого служил его отец, и получил статус беженца. Окончил Университет Бейлора в штате Техас (бакалавр физики) и Фордемский университет в Нью-Йорке (магистр философии), преподавал философию в иезуитском Университете Лойолы в Новом Орлеане, в 2000 г. там же получил степень доктора права. Занимался частной практикой в области иммиграционного права. На волне гражданского недовольства действиями властей в ситуации с ураганом Катрина принял решение о начале политической деятельности.
6 декабря 2008 Гао был избран в Палату представителей Конгресса США от Республиканской партии, победив на выборах занимавшего это место с 1990 года демократа Уильяма Джефферсона и став первым политиком-республиканцем, избранным в этом округе (второй избирательный округ штата Луизиана) с 1891 года.